# فیلم سوگند رئیس‌جمهور مک‌کینلی
فیلم سوگند رئیس‌جمهور مک‌کینلی (به انگلیسی: President McKinley Inauguration Footage) فیلمی به کارگردانی توماس ادیسون با بازی ویلیام مک‌کینلی است.